# Реакція срібного дзеркала

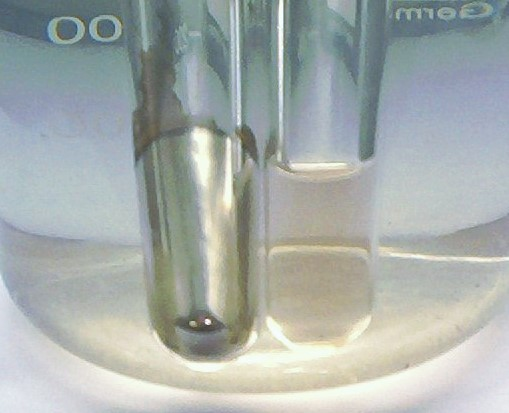
Позитивна реакція срібного дзеркала (ліворуч) та розчин порівняння (праворуч)

Реáкція срíбного дзéркала — це реакція водно-аміачного розчину оксиду срібла [Ag(NH3)2]OH (реактив Толленса) із відновниками, внаслідок якої утворюється срібло у вигляді або блискучого дзеркала на стінках пробірки, або чорного осаду. Може потребувати слабкого нагрівання. Традиційно вважається якісною реакцією на альдегіди:
2[Ag(NH3)2]OH + R-CHO → R-(COONH4) + 2Ag↓ + 3NH3 + H2O
До цієї реакції входять також інші відновники: полігідроксифеноли, α-дикетони, α-гідроксикарбонові кислоти, амінофеноли, алкіл- та арилгідроксиламіни, алкіл- та арилгідразини.